# Église du Linceul-de-la-Mère-de-Dieu de Valjevo
Pour les articles homonymes, voir Église du Linceul-de-la-Mère-de-Dieu.
L'église du Linceul-de-la-Mère-de-Dieu de Valjevo (en serbe cyrillique : Црква Покрова Пресвете Богородице, Ваљево ; en serbe latin : Crkva Pokrova Presvete Bogorodice, Valjevo) est une église orthodoxe serbe serbe située à Valjevo et dans le district de Kolubara en Serbie. Elle est inscrite sur la liste des monuments culturels protégés de la république de Serbie (no SK 886).

## Présentation
L'église a été construite à partir de 1837 et les travaux se sont poursuivis jusqu'au milieu du XIXe siècle. Plusieurs maîtres architectes ont participé à sa réalisation comme Kosta Dimović, Dimitrije Sotirović et Teodor Teodorović.
L'église s'inscrit dans un plan trilobé ; la façade est dominée par un haut clocher de style classique ; les façades sont rythmées par des arcades aveugles reposant sur des pilastres et par des corniches, notamment celle courant en-dessous du toit.

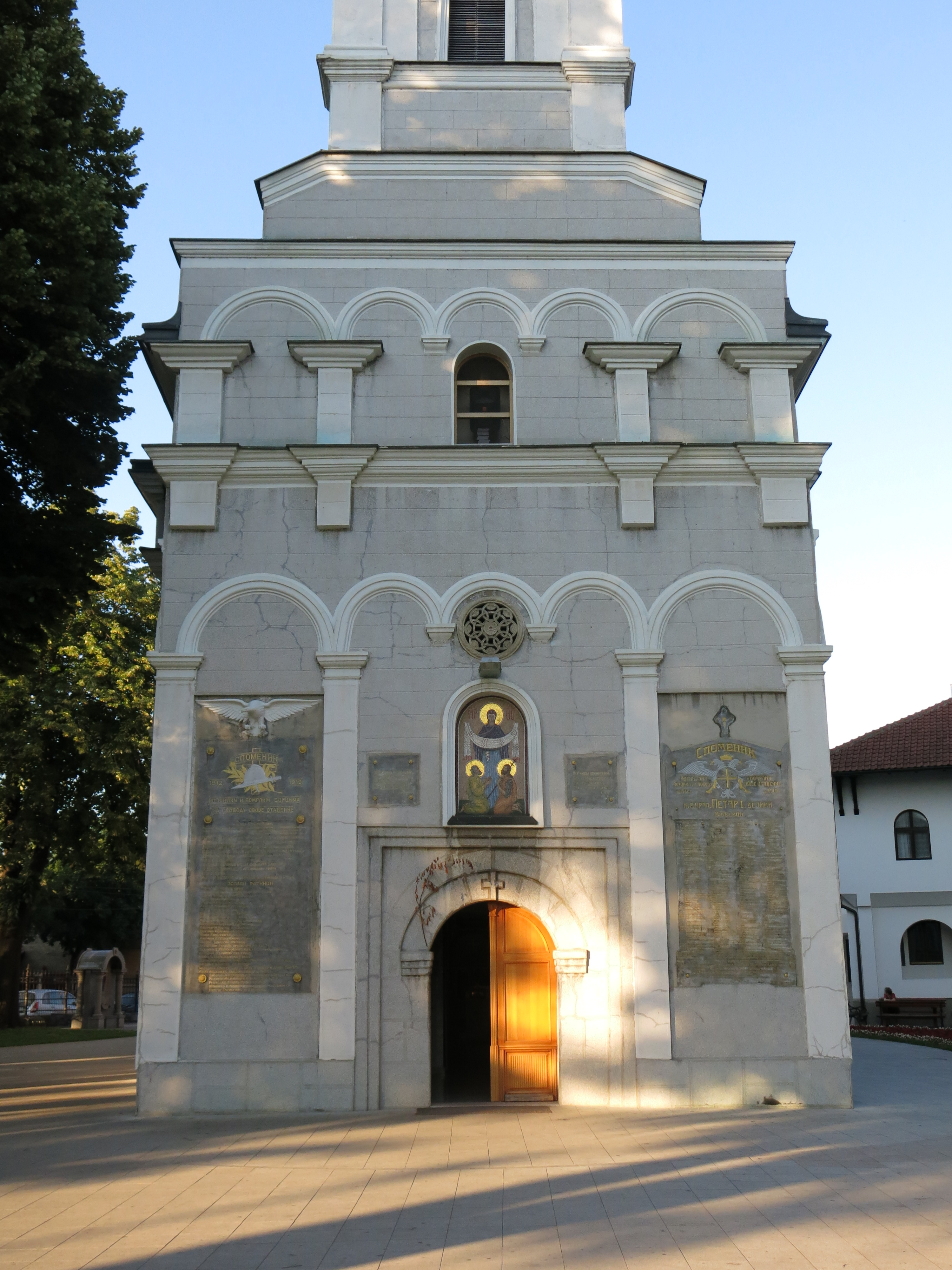
Détail de la façade occidentale

À l'intérieur de l'édifice se trouve une grande iconostase réalisée en 1865 dans l'esprit du classicisme ; elle abrite des icônes peintes par Nikola Marković, un artiste serbe célèbre de la seconde moitié du XIXe siècle.

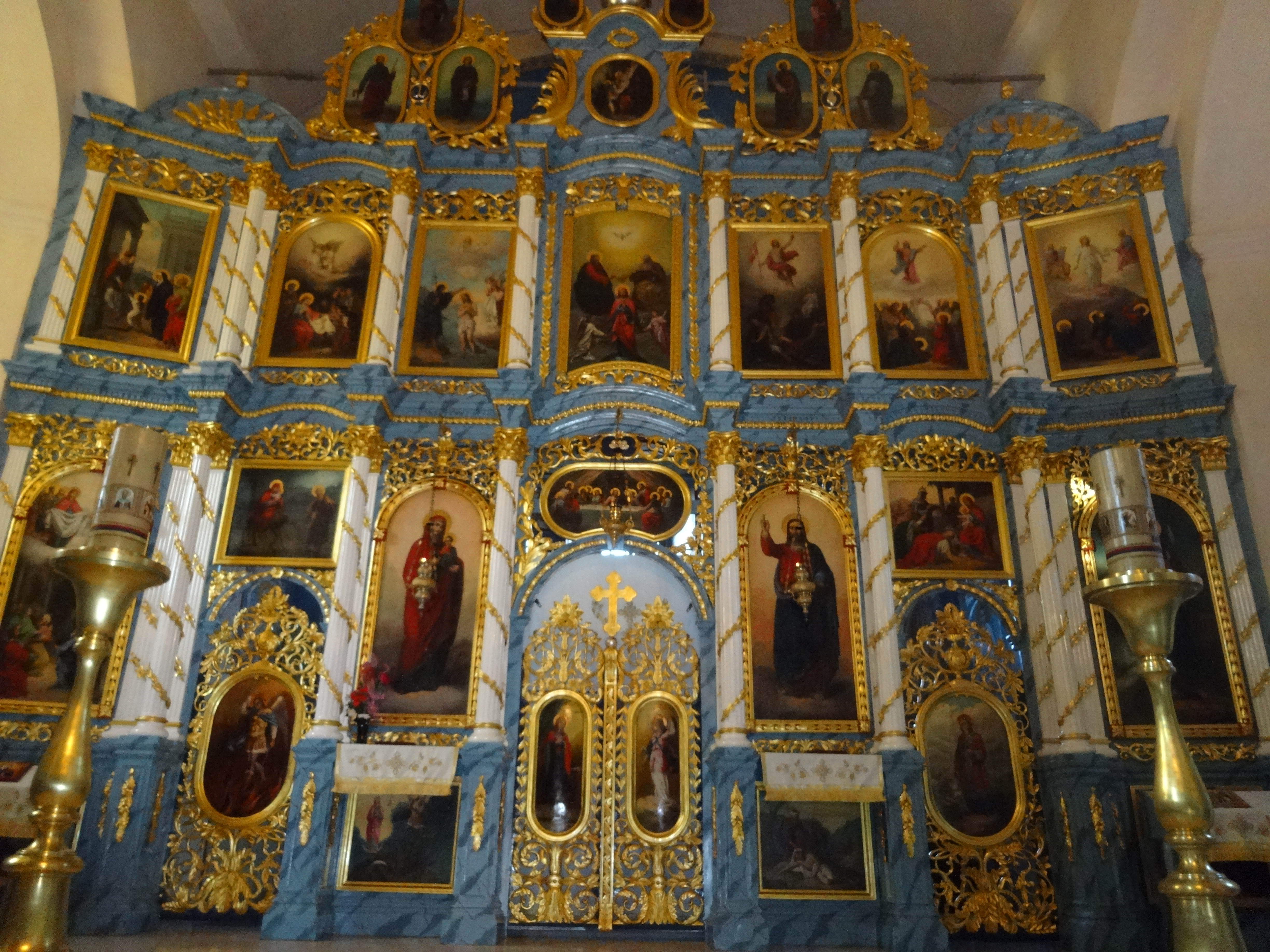
L'iconostase de l'église

Près de l'église, la maison paroissiale a été construite par Božidar Petrović et remonte à la même période que l'église elle-même.

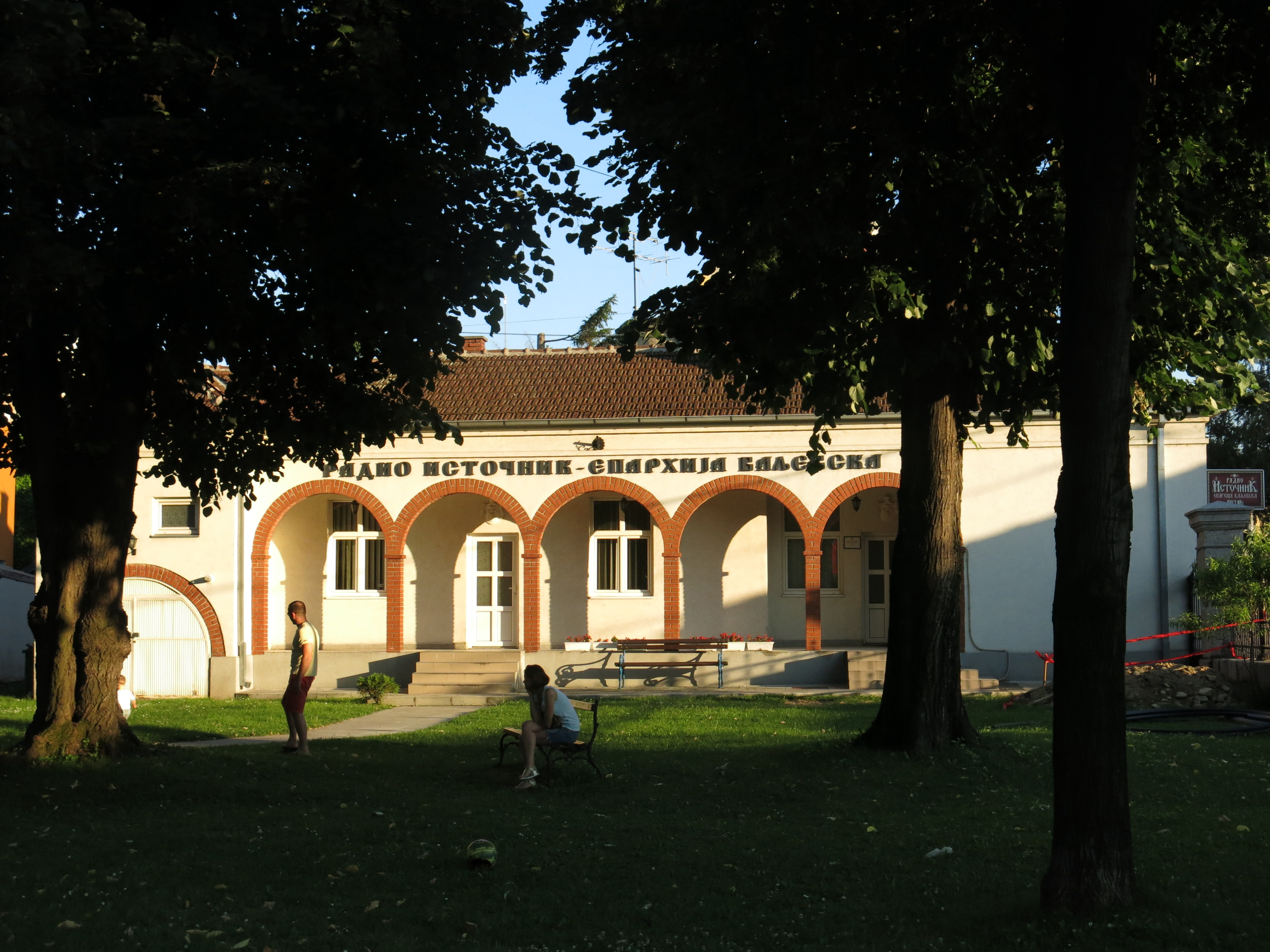
La maison paroissiale